# حمله (فیلم ۲۰۱۰)
حمله (به فرانسوی: L'Assaut) یک فیلم اکشن و دلهره‌آور فرانسوی به کارگردانی ژولین لکلرک محصول سال ۲۰۱۰ که بر اساس هواپیماربایی هواپیمای ایرباس فرانسه ۸۹۶۹ توسط تروریست‌های بنیادگرایی اسلامی الجزایر و ربودن گروگان‌ها توسط GIGN، واحد ضدتروریسم نخبگان ژاندارمری فرانسه در سال ۱۹۹۴ است.

## بازیگران

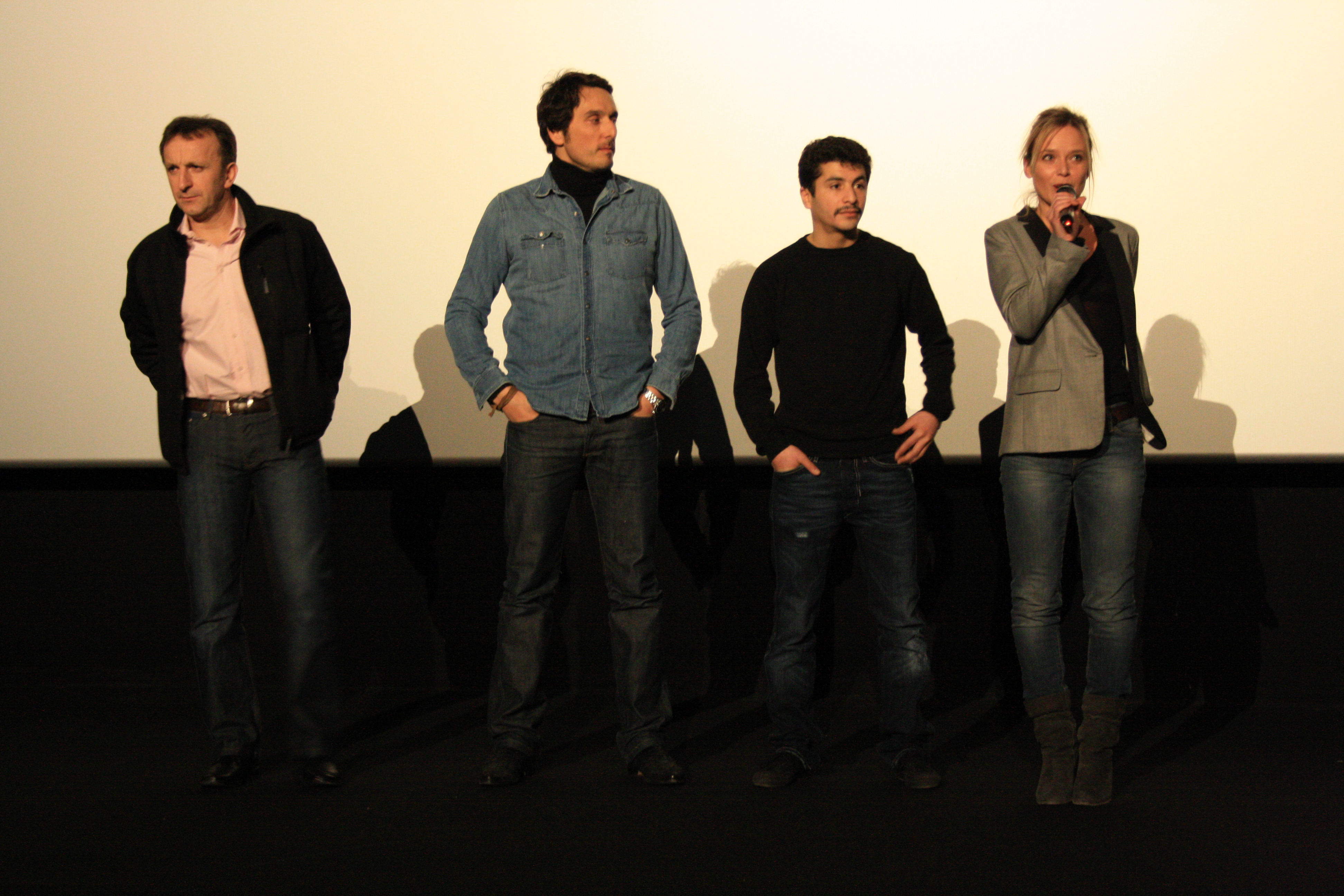
پریمایر فیلم

- ونسان الباز
- گرگوری درونژه
- ملانی برنیه
- ماری گیلارد
- اوگو بکر
- کلر شازل
- فیلیپ با